# Phare de Playa Girón
Le phare de Playa Girón (en espagnol : Faro de Playa Girón) est un phare actif situé à Playa Girón dans la baie des Cochons, dans la province de Matanzas, à Cuba.

## Histoire
Playa Girón est une station balnéaire située au bord de la Ciénaga de Zapata (Marais de Zapata), à l'extrémité sud de la province de Matanzas. Cetten zone fut le site du Débarquement de la baie des Cochons en 1961, lorsque des exilés cubains soutenus par les États-Unis tentèrent en vain de renverser le gouvernement de Fidel Castro.
Ce phare est situé sur la plage près de l'extrémité ouest de Playa Girón.

## Description
Ce phare est une balise sur un piédestal montée sur un réservoir d'eau de 18 m de haut. Il émet, à une hauteur focale de 20 m, un éclat blanc e par période de 15 secondes. Sa portée est de 10 milles nautiques (environ 19 km).
Identifiant : ARLHS : CUB-... ; CU-0969 - Amirauté : J5103 - NGA : 110-13538 .

### Lien connexe
- Liste des phares de Cuba